# Pygostrangalia semilateralis
Pygostrangalia semilateralis är en skalbaggsart som först beskrevs av Maurice Pic 1955.  Pygostrangalia semilateralis ingår i släktet Pygostrangalia och familjen långhorningar. Inga underarter finns listade i Catalogue of Life.